# Orbital ATK
A Orbital ATK Inc. foi uma empresa estadunidense que atuava no setor de fabricação aeroespacial e indústria de defesa. Foi formada em 9 de fevereiro de 2015 a partir da fusão da Orbital Sciences Corporation e partes da Alliant Techsystems. A empresa foi adquirida pela Northrop Grumman em 6 de junho de 2018. As antigas operações da Orbital ATK foram renomeadas para Northrop Grumman Innovation Systems e operaram como uma divisão até 1 de janeiro de 2020, quando uma reorganização fundiu as operações com as outras divisões da empresa.
A Orbital ATK projetou, construiu e entregou motores de foguete, veículos militares, armas de fogo, canhões automáticos, mísseis, munições, munições guiadas de precisão, satélites, sistemas de alerta de aproximação de mísseis, veículos de lançamento e espaçonaves. A Orbital ATK tinha um contrato para desenvolver os quatro segmentos do foguete auxiliar de combustível sólido do ônibus espacial para os foguetes auxiliares de cinco segmentos do Space Launch System.

## História
A incorporação da Orbital Sciences Corporation e as divisões de defesa e aeroespacial da Alliant Techsystems (ATK) foi anunciado em 29 de abril de 2014. As duas empresas já tinham colaborado em vários projetos anteriores, incluindo o uso de 400 motores de foguete ATK em veículos lançadores da Orbital. O acordo foi fechado oficialmente no dia 9 de fevereiro de 2015. A divisão de artigos esportivos desmembrada da ATK deu origem a Vista Outdoor no mesmo dia.
Em 18 de setembro de 2017, a Northrop Grumman anunciou planos de comprar a Orbital ATK por US$ 7,8 bilhões em dinheiro, além de assumir US$ 1,4 bilhão em dívida. Os acionistas da Orbital ATK aprovaram a aquisição em 29 de novembro de 2017. A Federal Trade Commission (FTC) aprovou a aquisição com condições em 5 de junho de 2018 e, em 6 de junho de 2018, a Orbital ATK foi renomeada para Northrop Grumman Innovation Systems.